# Juan Ruiz de Arce
Juan Ruiz de Arce (Alburquerque, Badajoz, 1507 - c. 1570) fue un conquistador español que estuvo con Pedrarias Dávila en Nicaragua (1530), y luego con Pizarro en la conquista del Perú. Participó en la captura de Atahualpa en Cajamarca (16 de noviembre de 1532). Volvió a su tierra natal hacia 1535, convirtiéndose en un rico indiano, que incluso facilitó fondos a Carlos I para ayudar a sufragar la campaña de Argel (octubre de 1541). Estuvo también en la guerra contra Francia (1542). Escribió Relación de Servicios, sus memorias.

## Biografía
Juan Ruiz de Arce, a quien llamaban también "de Alburquerque", había nacido en 1507 en la villa extremeña de Alburquerque en el seno de una familia hidalga oriunda de las montañas de Santander. Era hijo de Martín Ruiz de Arce y había sido educado para las armas pero, por cuenta propia y de manera fortuita, también se inclinaba por las letras.
Siguiendo la tradición castrense de sus antepasados, en 1525 llegaba a Santo Domingo para incorporarse a la conquista americana interviniendo en Jamaica y Honduras hasta 1530 y después pasaba a la conquista de Nicaragua hasta 1532 en que, deslumbrado por nuevas aventuras crematísticas, se enganchaba junto con otros compañeros en la leva de Hernando de Soto para reforzar los efectivos que ya estaban en Perú al mando de Francisco Pizarro.

## Emisarios de Pizarro
Después de participar en la fundación de San Miguel, cerca de Tumbes, y en los inicios de la conquista peruana, Ruiz de Arce participó también en las negociaciones previas que se llevaron a cabo con el Inca Atahualpa, cuando llegaron a Cajamarca y Pizarro envió una embajada para dar cuenta al Inca de la visita de los españoles. Al mando de Hernando Pizarro y Hernando de Soto salía un pelotón hacia el balneario de descanso donde se encontraba Atahualpa (de unos 30 años), para entrevistarse por primera vez con el señor de Perú.
Hernando de Soto fue el que se dirigió al Inca para comunicarle los saludos de Francisco Pizarro y decirle que éste estaría encantado de recibir la visita de tan gran señor. Atahualpa ni siquiera se inmutó ni se molestó en contestarle, uno de sus principales daba respuesta a de Soto diciéndole que su señor estaba en el último día de ayuno. Seguidamente, Hernando Pizarro se dirigió al Inca y cortésmente sostuvieron algunas palabras; al final el Inca prometió que iría a Cajamarca al día siguiente a entrevistarse con Francisco Pizarro.

## Ataque por sorpresa
De vuelta a Cajamarca, aquella noche los hombres de Pizarro no conseguían conciliar el sueño, el nerviosismo los achicaba porque se habían metido en un callejón sin salida desafiando al Inca, acompañado de un ejército de 40.000 soldados, en su territorio. Estuvieron toda la noche buscando una salida efectiva que les diera el triunfo en tan difícil situación. En su manifiesta ansiedad encontraron una solución y resolvieron emplear las tácticas que habían resultado provechosas en la conquista de México y en las demás áreas americanas. El ataque por sorpresa era lo más conveniente.
Amanecía el día siguiente, que era el 16 de noviembre de 1532. Después de oír misa, los españoles comenzaron a distribuirse convenientemente y a ocultarse en los edificios que rodeaban la plaza de Cajamarca. Un cañonazo sería la señal de ataque. Después del mediodía comenzaron a verse los hombres de Atahualpa por los campos cercanos, que se encontraban llenos de guerreros indígenas. Al caer la tarde, con toda solemnidad y pompa, el Inca entraba en la plaza de Cajamarca escoltado por más de 6.000 indios, mientras varios escuadrones aguardaban a las afueras de la ciudad.
Los españoles, escondidos y resguardados en los edificios esperaban la orden de ataque. Salió el clérigo Valverde, mostrándole un breviario al Inca, éste lo examinó y lo tiró al suelo; Valverde retrocedió voceando. Suena un cañonazo y sale la caballería, los arcabuces comienzan a escupir fuego y entre la sorpresa y el pavor que causaron a los indígenas, en poco tiempo, la enorme plaza estaba llena de cadáveres.
Al mismo tiempo que la caballería sembraba el desconcierto y abatía a los que encontraba a su paso, salía Francisco Pizarro y con una docena de sus soldados, abriéndose paso entre la multitud indígena, intentaba acercarse a la litera donde se hallaba Atahualpa; finalmente lo sacan de ella y se lo llevan en vilo hacia el edificio. En dos horas había terminado la operación ideada por los españoles. Ruiz de Arce participó en todos estos acontecimientos.

## Cautiverio de Atahualpa
En su cautiverio, el inca mostraba una prudencia asombrosa, se interesaba por las costumbres de los españoles y aprendía con prodigiosa rapidez. En los aburridos días, el distinguido prisionero se entretenía en jugar al ajedrez con Hernando de Soto y varios de los soldados de la guardia; la mayoría de ellos sentían simpatía por el cautivo, porque además de haber aprendido con rapidez las técnicas del ajedrez, su carácter era abierto y se prestaba a la familiaridad con los que le custodiaban.
Ya habían pasado más de seis meses desde que prendieran al Inca; su inquietud era desesperada y su futuro incierto. Almagro y los oficiales reales eran partidarios de ejecutarlo aduciendo que era un peligro mantenerlo vivo. Sin embargo, Francisco Pizarro, su hermano Hernando, Hernando de Soto y Ruiz de Arce, entre otros, eran partidarios de mantenerlo con vida. Y hasta Ruiz de Arce dijo que si el Inca había cumplido el compromiso de llenar la habitación de oro, ahora le tocaba a Pizarro devolverle la libertad.
Pero no había acuerdo sobre el futuro de Atahualpa. Por un lado, en Cajamarca, una vez repartido el oro, nada tenían que hacer ya los españoles, la mayoría quería emprender el camino para llegar a Cuzco; por otro lado había rumores de que las fuerzas quiteñas del general Ramuñavi se estaban acercando para liberar al Inca, y éste, al final, se convertía en un estorbo para los españoles, porque llevarlo hasta Cuzco les hubiera supuesto un grave problema ya que lo más seguro era que las fuerzas del general Ramuñavi intentaran rescatarlo.

## Muerte de Atahualpa
Diego de Almagro, los funcionarios reales y algunos más que, por temor, eran partidarios de la muerte del Inca, presionaron a Francisco Pizarro y hasta inventaron que las fuerzas del general Ramuñavi estaban a menos de tres leguas de Cajamarca para rescatar al Inca. Pizarro envió a Hernando de Soto, a Ruiz de Arce y a unos cuantos más a comprobar esta afirmación que habían hecho algunos españoles. El objeto principal que se perseguía con ello era alejar de Cajamarca a los que estaban a favor de perdonarle la vida al Inca.
En una precipitada reunión y con una apresurada decisión se acabó tomando la determinación de ajusticiar al Inca. En la tarde del 26 de julio de 1533 Atahualpa era ejecutado después de recibir el bautismo; al día siguiente, y con todo el luto y la pompa debida, era enterrado en la improvisada iglesia de Cajamarca. Pizarro estaba abatido ya que se vio forzado a admitir la condena del Inca. Hernando de Soto, Ruiz de Arce y los que salieron para comprobar los rumores del acercamiento de las fuerzas de Ramuñavi, se llevaron una gran desilusión por los graves acontecimientos que se habían suscitado durante su ausencia, ya que éstos eran partidarios de mantenerlo con vida y de enviarlo a España.

## Camino de Cuzco
Abandonar Cajamarca era necesario y antes de hacerlo Pizarro repartió los tesoros acumulados por Atahualpa entre los 169 españoles que participaron en la acción de apresarlo. Después nombraron Inca a Túpac Hualpa como rey-títere para que el imperio no quedara sin cabeza rectora y en el camino hacia el Cuzco prendieron y ejecutaron al general Calcuchima por traición, ya que a través de emisarios mandaba mensajes al general Quisquiz para informarle sobre las intenciones y pormenores de los españoles.
Además de la importancia estratégica que suponía, Cuzco era la capital del imperio inca y, por lo tanto, tenía especial atractivo para los españoles porque imaginaban encontrar numerosos templos repletos de oro. Por otro lado, políticamente era obligado alcanzar la capital de aquel rico imperio para establecer la base central del gobierno hispano. El 11 de agosto de 1533, siguiendo el curso de los Andes, los españoles salían hacia la capital del imperio. Unos días después llegaban a Jauja, encontraban ricos tesoros y la convertían en la primera ciudad cristiana de Perú.
Desde Jauja hasta Cuzco los españoles recibieron la colaboración del pueblo indígena, puesto que los guerreros quiteños del general Ramuñavi, en su huida hacia el sur, iban haciendo estragos entre los pobladores y arrasando aldeas y puentes. Después de infinidad de vicisitudes, la expedición de Pizarro entró en Cuzco el 15 de noviembre de 1533. El saqueo de los tesoros se produjo al momento y se consiguió mucho más oro y plata que la que habían juntado en Cajamarca. De ello habla Ruiz de Arce de lo que encontraron en el Templo del Sol, o Coricancha:

Y como Atahualpa mandase que no tocaran las cosas de sus padre, hallamos muchas ovejas de oro (llamas) y mujeres y cántaros y jarros y otras piezas muchas. Hallamos entonos los aposentos del monasterio, alrededor de el, junto a las tejas, una plancha de oro tan ancha como un palmo

El reparto de los tesoros se hizo unos días después y algunos de los hombres de Pizarro pensaron que con lo que habían juntado entre Cajamarca, Jauja y Cuzco, les llegaba para vivir una vida tranquila en España. Ruiz de Arce y unos cuantos más, tomaron la sabia decisión de marchar cada uno a su tierra. El grupo de los que deseaban regresar a sus hogares salía de Jauja a mediados de julio de 1535.

## Regreso a España
Al llegar a España, Ruiz de Arce se presenta en Madrid y en reconocimiento de los servicios prestados a la Corona por su abuelo, que murió en la batalla de Toro en la guerra entre los partidarios de La Beltraneja y de Isabel la Católica, por los de su padre en la toma de Granada y los suyos en la campaña de Perú, se le concede escudo de armas, licencia para fundar un mayorazgo y un juro de maravedís sobre las alcabalas de Jerez de los Caballeros y Sevilla. Donó a la Corona parte de los tesoros incaicos que le correspondieron para contribuir a la lucha contra Argel.
Después de su estancia en Madrid, llegaba a Alburquerque y casaba con doña María Gutiérrez. Su lujosa morada alburquerqueña era la del típico indiano; la vajilla y cubertería eran de oro y plata, y hasta los cántaros para ir a la fuente eran de plata. Además de escuderos, lacayos, pajes y gente de servicio, su cuadra albergaba varios caballos. En la casa no faltaba detalle que no fuera fastuoso. En 1542 ofreció sus servicios a la Corona durante la guerra con los franceses, según lo hizo constar ante escribano en Zaragoza.
En 1543 escribía unas memorias para sus sucesores en el mayorazgo por él fundado, que consistía en una relación pormenorizada de los servicios prestados por su abuelo, su padre y los que él había contribuido en Perú; El relato, titulado Relación de Servicios; advertencias que hizo el fundador del vínculo y mayorazgo a los sucesores en él (1545) era una crónica detallada de los acontecimientos suscitados en la conquista del Imperio incaico. Juan Ruiz de Arce murió en 1570.